# Samuel Chydenius
Samuel Chydenius, född 22 februari 1727 i Euraåminne, död 11 juli 1757 i Kumo älv genom drunkning, var en finländsk naturvetenskaplig forskare och uppfinnare. Han var bror till riksdagsmannen Anders Chydenius.

## Biografi
Samuel Chydenius föddes som ett av åtta barn till kyrkoherden i Kuusamo, senare Karleby, Jakob Chydenius och Hedvig Hornaeus. Som barn fick han två gånger följa med sin far på tjänsteresor i Lappmarken. Efter skolgång i Uleåborg och Torneå inledde han 1745 sina studier vid Akademien i Åbo där hans främsta lärare var professorn i fysik Carl Fredrik Mennander. På basis av egna erfarenheter och faderns berättelser skrev Chydenius 1747 en skrift med förslag till hur ekonomin i Lappmarken och Kuusamo kunde förbättras. Samma tema togs också upp i hans avhandling pro gradu Ekonomiska teser och han promoverades till magister år 1748.
Chydenius fortsatte sedan med studier i Uppsala, främst som elev till professorn i kemi Johan Gottschalk Wallerius. Han gjorde uppmätningar av landhöjningen vid Bottenvikens östkust och publicerade resultatet 1749 utan att ta ställning till den omdiskuterade frågan om vattuminskning. Två år senare publicerade han sitt betydande verk om insjötrafiken, som hans bror Anders försvarade vid sin disputation. Också år 1751 lämnade Chydenius till Kungliga vetenskapsakademien ett betänkande om iståndsättande av Ule älv till en vattenled, som skulle kompletteras med en kanal från dess översta del till sjön Pielisjärvi. Han blev 1751 extra ordinarie kanslist vid Kommerskollegium. Samma år kallades han till lärosven i Vetenskapsakademien och elev till Christopher Polhem.
Chydenius återvände 1752 till Åbo och fortsatte där sin vetenskapliga forskning. Han utsågs 1753 till Akademiens första docent någonsin i 
kemi och mineralogi. Han undervisade i fysik och matematik och grundade med egna medel universitetets första kemiska laboratorium. År 1754 publicerade han på nytt sin skildring av Lappmarkens ekonomi och dess utvecklingsmöjligheter i förnyad form. Han koncentrerade sig denna gång särskilt på renskötsel. I sin  uppfinningsverksamhet utvecklade han en vind- och vattendriven gruvborrmaskin, en vattendriven tröskmaskin som även malde säden, en spinnmaskin som drevs med vattenkraft och en för forsrensning lämpad mätare av strömtrycket. Han ivrade också för förbättringar av försvaret i öster och planerade terränghinder i form av upphuggna skogsgator, olika typers skyttevärn av fällda träd och pålhinder i vattendragen samt en dykarhjälm.
Samuel Chydenius blev en erkänd auktoritet på insjötrafik och fick flera forskningsuppdrag av staten. Armén anlitade honom för strömrensningsuppdrag, där han blev generalmajoren Augustin Ehrensvärds medarbetare. År 1755 arbetade han med forsrensningen i Kyro älv och 1756 med samma uppdrag i Ule älv och Kumo älv. När Ehrensvärd 1757 reste till fronten i Pommern blev det istället Chydenius som fick leda sommarens stora arbeten i Kumo älv. Baktanken var att göra älven till en större transportled. Genom en olyckshändelse föll Chydenius från båten och krossades mot stenarna i forsen.

## Publikationer
- Förslag om Kimi Lapmarks beboende, 1747, Budkavlen 1971-1972 (red. H. Tegengren)
- Theses oeconomicae, 1747
- Observationes De Decrementis Aquarum in Sinu Botnico, Uppsala 1749
- Utdrag af et bref dat. Upsala d. 27 Mart. 1750, Lärda Tidningar 1750 (om Lappland)
- De navigatione per flumina et lacus patriae promovenda I, Uppsala 1751
- Om Steniga Backars Upodling, 1752 (i Karleby-trakten)
- Animadversiones nonnullae, de oeconomia et moribus incolarum Lapponiae Kimiensis, 1754
- Nya Påfund i Krigs Wetenskapen, 1755, Historiallinen Arkisto 70 (1975), s. 171-204 (red. O. Nikula)